# Oligoryzomys messorius
Espèce
Oligoryzomys messorius est une espèce sud-américaine de rongeurs de la famille des Cricetidae.

## Description
Oligoryzomys messorius a une couleur de pelage fauve grisâtre, variant vers le roux ; la croupe est plus rousse que le dos et le visage plus gris. Les oreilles sont relativement courtes, mais un peu plus foncées que la couleur générale de la tête, donc très différentes des oreilles noirâtres d’Oligoryzomys fulvescens. Les faces dorsales des mains et des pieds sont blanches.
L'analyse des chromosomes confirme l'espèce Oligoryzomys messorius.

## Répartition
Oligoryzomys messorius est présent au sud du Venezuela, dans les Guyanes et au nord-est du Brésil, à une altitude élevée.